# August Junke
August Junke (* 23. April 1877 in Stadtoldendorf; † 21. November 1926 in Braunschweig) war ein sozialdemokratischer Politiker und 1921/22 Ministerpräsident des Freistaates Braunschweig.

## Leben und Wirken
Junke erlernte den Schlosserberuf und arbeitete seit 1885 in Braunschweig. Er trat vor dem Ersten Weltkrieg der SPD bei. Im Jahr 1917 wechselte Junke zur USPD. Während der Novemberrevolution war er vom 10. November 1918 bis 21. Februar 1919 Volksbeauftragter (Volkskommissar) des Freistaates Braunschweig. Vom 22. Februar 1919 an gehörte er in dieser Funktion dem 1. Braunschweiger Landtag an. Junke übernahm vom 30. April 1919 bis zum 22. Juni 1920 unter der Regierung des Ministerpräsidenten Heinrich Jasper (SPD) zusätzlich den Bereich des Schulwesens. Von Mitte 1919 bis 1920 arbeitete Junke als Kaufmann in Braunschweig. Im 2. Landtag vom 22. Juni 1920 bis 24. November 1921 (Ministerpräsident Sepp Oerter, USPD) war er wieder allein für den Bereich Justiz zuständig. Anschließend übernahm er bis zum 28. Mär 1922 selbst den Vorsitz als Ministerpräsident des Landes in einer Koalitionsregierung von USPD und SPD. Er legte sein Landtagsmandat jedoch vorzeitig nieder, da er am 29. März durch ein Misstrauensvotum gestürzt worden war. Otto Antrick (SPD) übernahm daraufhin den Vorsitz. Das Ministerium des Inneren übernahm August Wesemeier und das Justizministerium wurde mit Otto Grotewohl (beide USPD) neu besetzt.
Im selben Jahr trat er von der USPD wieder zur SPD über. In den folgenden Jahren lebte er als Gastwirt in Braunschweig.
Privates
August Junke hatte einen Sohn Gerhard (1913–1943), der 1935 in die „Heil- und Pflegeanstalt“ Langenhorn eingewiesen und zwangssterilisiert wurde. 1943 wurde er in der „Tötungsanstalt“ Meseritz-Obrawalde ermordet. Sein Stolperstein ist in der Liste der Stolpersteine in Hamburg-Langenhorn aufgeführt.